# Katarzyna Kobro
Katarzyna Kobro (26 janvier 1898 - 21 février 1951), est une artiste polonaise constructiviste. Elle est connue pour ses sculptures faites de surfaces planes, éventuellement courbes, géométriques et colorées. Sa production est bien plus diverse. Elle est l'une des rares sculptrices de l'entre-deux-guerres et l'une des plus importantes. La majorité de ses travaux se trouve au Musée Sztuki à Łódź.
Comme pour plusieurs artistes suprématistes et constructivistes, certaines sculptures ont pu être reconstruites, avec une marge d'approximation faible, sur la base de documents d'époque.

## Biographie et pratique artistique
Katarzyna Kobro a eu plusieurs lieux de résidence et effectué de nombreux voyages. Les étapes retenues ici n'éliminent pas pour autant ses déplacements courts.

### Moscou 1918-20
Katarzyna Kobro est née à Moscou en 1898, le 26 janvier. Sa mère, Eugenia Rozanow, est diplômée du Conservatoire de Musique de Moscou et appartient à l'intelligentsia. Son père, Mikołaj von Kobro, d'origine allemande et dont le grand-père avait été anobli en 1841 par le tsar Nicolas Ier, est associé dans une compagnie commerciale basée à Riga, Moscou et Arkhangelsk.
À 19 ans elle enseigne le russe. En juillet 1918, à vingt ans, elle entre au Syndicat des artistes peintres de la ville de Moscou. Ce syndicat, fondé en mai 1917, regroupe avec des artistes de l'ancienne génération et de la « moyenne », ceux de la jeune génération, les levtists, tendance de gauche, parmi lesquels Kasimir Malevitch, Olga Rozanova, Vladimir Tatline et Alexandre Rodtchenko. Et à l'automne 1918, elle s'inscrit à l'École de peinture, sculpture et architecture qui remplace l'ancienne école des beaux-arts. Cette école et celle de Petrograd sont baptisées Ateliers Libres d'Art d'État, niveaux I et II (SVOMAS I et II). Elle étudie dans le niveau II et Władysław Strzemiński dans le niveau I. En 1918, ils font connaissance.
Chaque étudiant peut choisir son atelier, dans cette nouvelle école, et son professeur en conséquence. L'atelier sans professeur est une autre possibilité. Parmi les enseignants se trouvent Kasimir Malevitch, Vladimir Tatline, Antoine Pevsner et les frères Stenberg, spécialistes de l'affiche, en particulier de cinéma. En se basant sur de faibles indices on peut penser que Katarzyna a suivi l'atelier de sculpture de Tatline ou l'atelier Suprématiste de Malevitch. Malevitch est nommé directeur de l'UNOVIS de Vitebsk au début 1920 par Chagall.

### Smolensk 1920-21
Elle participe, au printemps 1920, à l'Exposition d'État qui se tient à Smolensk. L'exposition est organisée par l'antenne locale de la Division des Beaux Arts du Commissariat à l'Éducation du Peuple, IZO NARKOMPROS. Władysław Strzemiński y déploie une intense activité d'enseignement, en tant qu'organisateur et sur le plan créatif. C'est peut-être grâce à lui que la jeune étudiante a pu y présenter une sculpture. Il s'agit de ToS 75 - Structure : un massif assemblage de pièces métalliques usinées et récupérées, une tige d'acier courbée qui relie le bas avec le haut, et une plaque en verre transparent (?), placée vers le haut, qui porte le titre sur ses deux faces. À Smolensk, une grande assemblée des enseignants en art de tous les États a lieu en juin. Malevitch y participe.
Katarzyna et Władysław se marient (sur le registre) en 1920 à Smolensk. Et fondent une nouvelle antenne d'UNOVIS, l'année même de sa dissolution à Vitebsk (Malevitch y est souvent invité). Ils réalisent des affiches pour les Télégraphes et participent probablement à une assemblée d'UNOVIS qui se tient à Smolensk en octobre avec Malevitch. Leur atelier est ainsi décrit en 1920-21, avec un regard critique : « C'était un entassement de boites, de feuilles de métal, de sciure et d'objets en verre : la palette du constructivisme. Avec l'assemblage de ces matériaux assemblés ils créaient des formes sans liens avec le monde réel. » Des photographies des deux autres sculptures ont été conservées et reconstruites : Constructions suspendues. Construction suspendue I : Un volume ovoïde blanc, suspendu en oblique, et un petit cube noir attenant, équilibré par un petit parallélépipède rectangle noir (en bois ?) au bout d'une barre. Construction suspendue II : une lame d'acier soudée en « Ruban de Möbius » tordu, soudé à une extrémité d'une barre, équilibrée par un anneau à l'autre extrémité et une petite croix placée au centre. L'ensemble étant suspendu par le ruban de Möbius. De ces années 1920-21, date un bas-relief en ciment, perdu. Il aurait été réalisé dans l'esprit UNOVIS de l'affiche de El Lissitzky : Abattez les Blancs avec le coin rouge [du bûcheron], de 1919-20. En 1922, Strzemiński analysant l'art en Russie soviétique décrit l'œuvre de Kobro : « la plus douée des jeunes artistes : ses sculptures Suprématistes sont un phénomène à l'échelle européenne [...] non une imitation, mais une création parallèle à celle de Malevitch. »

### Lettonie - Pologne 1922-26
À l'automne 1921, la montée de la terreur, le centralisme et, sur le plan artistique, la victoire du « productivisme » sont une série de menaces pour leur travail. Ils quittent la Russie Soviétique probablement fin 1921-début 1922 pour la Pologne indépendante. Son père travaillant à Vilnius, c'est là qu'ils se rendent, tout d'abord, mais qu'elle quitte pour Riga, en Lettonie indépendante, pour régulariser ses papiers officiels. Aucun courrier ne subsiste du couple. Strzemiński fait une entrée dynamique dans le monde de l'art polonais.
En 1924 Katarzyna Kobro fait partie d'un groupe polonais qui rassemble des artistes cubistes, suprématistes et constructivistes, le groupe Blok, dont fait aussi partie Strzemiński à côté de Henryk Stazewski, Teresa Zarnower et d'autres dont Witold Kajruksztis (Vytautas Kairukštis) de Vilnius. Le groupe publie un journal, dans lequel les deux Constructions suspendues apparaissent, non titrées. Puis, dans le numéro de novembre-décembre dans lequel Strzemiński expose la théorie de l'Unisme avec l'article intitulé B = 2, elle présente la Sculpture abstraite (1) : sur une base parallélépipède blanche se dressent trois éléments : au milieu, un grand fer en L cintré en forme « 8 » ouvert, de couleur rose tendre avec une boule jaune suspendue en son milieu, entre un grand rectangle noir debout (un verre au bord noir) et une plaque de verre dont un angle part en biseau vers l'extérieur et sur lequel est collé un petit parallélépipède noir. Deux autres « sculptures abstraites » de 1924, avec formes plastiques polychromes, acier, verre et bois peint ont été reconstruits en 1972 et 1977 . Elle réalise entre 1925 et 1927 plusieurs Nus, d'inspiration cubiste, dont sont conservés des tirages en plâtre. Ils quittent Blok en novembre 1924, le texte de Strzemiński en contredisait l'orientation « productiviste » . Selon Andrzej Turowski, les sculptures de Kobro participent alors du « Constructivisme héritier du Suprématisme de Malévitch .» Ensuite, autour de 1925, elle cherche dans une autre direction, dont une sculpture blanche, essentiellement en feuille et lame de métal pliées et peintes sur une base triangulaire : Sculpture spatiale (1). Elle vit à Szczekociny avec Strzemiński et a quelques difficultés à parler polonais. Strzemiński développe une intense activité pédagogique en intégrant à ses connaissances des informations sur le Bauhaus et Katarzyna, en l'aidant, se prépare à un travail analogue de pédagogue dans le champ de la culture artistique.
Toujours en 1925, ils sont en contact avec le cercle de Cracovie Zwrotnica, et font les couvertures des publications. Ils entrent en relation avec de jeunes architectes de Varsovie et restent en lien avec des anciens de Blok, dont Henryk Stazewski.
En janvier 1926 Katarzyna présente des décors de théâtre dans une exposition internationale à New York., à côté d'anciens membres de Blok et des deux architectes de Varsovie, Szymon Syrkus (pl) et Bohdan Lachert (pl). Certains de ces participants constituent le groupe : Praesens (1926-1939) qui publie un journal, centré sur des questions d'architecture. Le nom de Katarzyna y apparait, mais pas celui de Władysław. Une exposition s'ensuit et Katarzyna y apparait, seule à présenter des sculptures. L'exposition regroupe peinture, sculpture, architecture, design d'intérieur et arts graphiques. Les contributions de Katarzyna Kobro-Strzemińska : peintures sur verre, sculptures, sculptures en bois, sculptures spatiales et ensembles de scène.

### Łódź

#### 1926-1929
Pendant l'été 1926 les Strzemiński déménagent à Brzeziny, à côté de Łódź. Leur unique revenu est encore l'emploi de Władysław en tant qu'enseignant. Ils vont souvent à Varsovie, passent chez Bohdan Lachert et Władysław poursuit ses efforts pour lancer une galerie d'art moderne et organiser une exposition des travaux de Malevitch en Pologne. Katarzyna l'aide certainement mais reste dans son ombre. À l'automne le groupe Praesens a un beau programme d'expositions: une sur les Modernistes et une autre consacrée à De Stijl. Mais cela n'aboutit pas. En mars 1927, Malevitch arrive enfin à Varsovie. Il présente son travail au Club d'Art polonais et fait une conférence. Katarzyna se prévaut ainsi de son ancien « maître ». Strzemiński en profite pour enchaîner une expo en solo à ce même Club, et fait lui aussi une conférence où il développe sa conception de l'Unisme par opposition au dualisme en art. De leur côté les architectes, intéressés comme Kobro sur « la vision universelle de la composition dans l'espace », montent un Salon, en juin, qui présente des sculptures de Kobro, dont Sculpture abstraite (1), au grand « 8 » ouvert rose.
Au cours de l'été 1927, Le couple déménage à nouveau dans un petit village desservi par le train entre Varsovie et Łódź. Ils enseignent tous les deux et leur méthode pédagogique se précise, s'appuyant sur une histoire de l'art fondée l'étude de la peinture, contrairement à ce qui se faisait. Leur collaboration est de plus en plus évidente dans tous les domaines, théorique, projets typographiques et architecturaux. Ils obtiennent un second prix pour un projet de kiosque à tabac, à Varsovie. En mars 1928, ouvre le Salon des Modernistes au Syndicat des artistes. C'est le début des expositions d'art moderne en Pologne. Le catalogue présente des textes de Strzemiński et Theo van Doesburg. Katarzyna, quant à elle expose neuf travaux : des Sculptures Spatiales (proches des deux sculptures acquises par la France), des Sculptures en plâtre (probablement les nus qui sont conservés au Musée d'Art) , des meubles. Elles sont mal reçues : aucun commentaire, ou de l'incompréhension. À l'automne le groupe Praesens est au Salon d'automne à Paris, et Katarzyna Kobro présente deux peintures, Composition I, II, peinture. Elles sont vues comme « Puristes », en référence au courant « puriste » de l'abstraction en Europe de l'Ouest. Une exposition du groupe a eu lieu à Poznań, mais on ne sait ce que Katarzyna Kobro y a montré. La critique souligne que l'art contemporain, « d'extrême gauche », y était une première. À la clôture, les sculptures de K. Kobro, prévues pour l'Exposition Universelle de mai 29, sont perdues ! Néanmoins une de ses Compositions Spatiales, en bois, est présente en décembre à Bruxelles, qui se déplace en 1929 à La Haye et Amsterdam.
L'année 1929 voit le groupe Praesens se fracture après l'épreuve de l'Exposition Universelle (PWK). Kobro et Strzemiński partent les premiers , suivis par Stazewski. Avant la fin de cette même année le groupe " a.r. " (avant-garde réelle) se crée en opposition au groupe Praesens. Parmi ses membres on retrouve Kobro, Stazewski et Strzemiński, rejoints par les poètes Julian Przyboś (pl) et Jan Brzękowski, qui habite Paris. La rencontre entre poésie et arts visuels va favoriser la multiplication et l'ouverture des contacts. On doit à ce groupe " a.r. " la constitution de la Collection Internationale d'Art Moderne du Musée Sztuki à Łódź. Ce sont les artistes, eux-mêmes, par l'échange d'œuvres et leur mise en commun qui permet cette collection unique et très représentative des avant-gardes contemporaines en relation avec l'abstraction géométrique. Les échanges ont été particulièrement riches avec les membres du groupe Cercle et Carré fondé par le peintre Joaquin Torres Garcia, rejoint par Michel Seuphor et une multitude d'artistes pratiquant l'abstraction géométrique dans les années 1930.
Elle réalise Composition Spatiale 4 , en feuilles de métal peint, en a-plats de couleurs jaune, rouge, bleu cassé, noir et blanc, pliées et courbées, assemblées ; 40 x 64 x 40 cm. Original au Muzeum Sztuki, Łódź. La revue Europa publie son texte Sculpture et bloc.
La détermination mathématique des sculptures unistes de Kobro, par un rapport de proportion constant (le même que celui utilisé par Strzemiński dans ses « tableaux architectoniques ») a permis la reconstruction de plusieurs pièces disparues. Mais l'essentiel semble ailleurs: par ces sculptures, unies à l'espace dans lequel nous sommes, il s'agit échapper à ce que Rosalind Krauss appelle la « logique du monument », parce que cette logique nie que l'espace de la sculpture est celui du spectateur, l'espace de notre expérience dans le monde. Pour empêcher les sculptures d'être perçues comme des monuments, des figures, Kobro utilise deux méthodes. D'une part, la polychromie, par plans de couleur monochrome primaires + noir, blanc, gris, alors que les faces d'un même plan seront peintes de couleurs différentes, tandis que chaque couleur sera distribuée de manière discontinue dans la profondeur, la largeur et la hauteur. D'autre part, la durée de l'expérience esthétique est prise en compte, le mouvement du spectateur : « Lorsque nous tournons autour de ses meilleurs sculptures, ce qui était un moment négatif (vide) devient positif (plein), ce qui était ligne devient plan ou point, ce qui était droit devient courbe, ce qui était large devient étroit. Il faudrait de pleines pages de monologue intérieur pour décrire les transformations qui adviennent tandis qu'on fait le tour de [ces œuvres] ».

#### Années 1930
En 1930 la Grande Dépression touche la Pologne et les professeurs ne sont plus payés. Ils font grève. Fin août les Strzemiński ne peuvent plus couvrir leurs dépenses. Un nouveau Salon est ouvert aux artistes en novembre. Kobro présente une Sculpture Spatiale, en « feuille de métal verni », à 1000 zlotys. À l'automne le couple cherche à nouveau à faire venir une exposition des œuvres de Malevitch en Pologne et de lui permettre de rester en lui trouvant un poste approprié.
Le 15 février 1931, c'est l'inauguration de la salle d'art moderne au musée de Łódź, et Katarzyna accompagne son mari. Lors de la signature de l'accord avec la municipalité, la Collection Internationale comporte 21 œuvres, dont les petits nus en plâtre de Katarzyna Kobro. L'année suivante elle donne deux sculptures Sculpture Abstraite (1) et Composition Abstraite sur verre. Cette dernière est composée, sur un verre rectangulaire reposant sur le long côté, d'une forme, peinte en bleu outremer pur, ouverte sur la droite et sur fond blanc, le blanc entrant très largement dans la forme bleue. Elle publie aussi le texte fondamental : La composition de l'espace. Calculs du rythme spatio-temporel, avec des photos de ses travaux. À l'occasion d'une présentation des travaux d'élèves de l'École Technique et dont elle assure la « supervision artistique », on relève ses paroles à propos du design de vêtements. Cette exposition reçoit un écho très favorable auprès du public. Elle réalise aussi des sculptures de 64 et 40 cm de haut et de 96 cm de long, peintes, mais aujourd'hui perdues. Une Composition Spatiale (7) , blanche et datée de 1931, a été reconstruite.
An début de 1932 elle expose un Nu « cubiste », à côté de Compostions Unistes de son mari, qui, au dire des critiques, se répondent. Anton Pevsner en visite à Łódź aurait « dévoré des yeux » les sculptures de Kobro. Il est très probable que Sophie Taeuber-Arp leur ait rendu visite également. Leurs échanges ayant toujours été très chaleureux, et avec Arp aussi. Le 30 avril Strzemiński obtient le Prix de la Ville de Łódź, et Katarzyna accompagne son mari. À cette remise de prix des participants protestent avec des slogans du type « À bas le Bolchevisme dans l'art ». La réaction rapide de Strzemiński les fait taire. Cette même année Kobro réalise Composition Spatiale (4). Elle présente deux peintures (Natures mortes), deux sculptures (Compositions) et un Nu à l'exposition de l'Association des Artistes de Łódź. Elle donnera, l'année suivante une Nature morte au Musée, mais celle-ci est perdue. On fait aussi appel à elle en 1933 : elle répond à un questionnaire publié dans Abstraction-Création et les réponses sont accompagnées des photos de Composition Spatiale (5) et (7). Une photo de cette Composition Spatiale (5)est un bon exemple de l'Unisme dans un livre sur l'Art Moderne, publié cette année-là à Budapest, en Esperanto.
Toujours en 1933 ils participent, au Salon de l'IPS, à une grande exposition à Varsovie d'« artistes modernes » qui incluent des personnalités qui se réclament de l'héritage de Léger et d'autres du Surréalisme. Elle arrive à Łódź et est vivement critiquée. K. Kobro y expose plusieurs Compostions Spatiales (2), (3), (4) et (5). Ses sculptures regroupées, dans une salle séparée, avec celle du groupe " a.r. " sont bien mieux reçues. Cette année elle crée une sculpture exceptionnelle, vaguement biomorphique, en feuille de métal peinte en gris-bleu sur une face, l'autre en blanc ; c'est Composition Spatiale (9). Ce « biologisme » des formes fait écho au « monde marin », que l'on retrouvera dans ses peintures et, plus tard, dans l'œuvre de son mari. En 1934 elle expose, au Salon de l'IPS à Varsovie, le Nu réalisé en ciment blanc, avec deux autres Nus. Ce Salon, très marqué « Moderne », fait polémique dans une certaine presse qui évoque une atteinte à « l'art national ». Une autre exposition aura lieu ensuite, mais où l'art objectif d'un côté, peut faire pendant à l'art non objectif de l'autre, et l'évènement est mieux reçu.
En 1935 le projet que le couple a construit avec le groupe Abstraction-Création pour une grande exposition itinérante à Varsovie, Lodz et Cracovie échoue dans ses négociations avec l' IPS de Varsovie. Ils sont invités par le Groupe de Cracovie à exposer ensemble. Le feuillet qui accompagne l'exposition comporte un texte de Strzemiński qui s'élève contre les tendances au « nouveau réalisme » et les courants nationalistes. Le texte est illustré par un projet de pavillon pour un parc dont on sait peu de chose, mais comme tous deux soignaient la cohérence de leurs participations on peut en déduire que Kobro un de ses projets pour une architecture fonctionnelle, une crèche dont on conserve une photographie des maquettes.
En 1936 elle présente au ZZPAP, Salon du syndicat des artistes polonais à Varsovie, des Compositions Spatiales qui sont jugées difficiles par la critique. Elle présente quelques jours après, à Lodz, plusieurs œuvres plus « légères », quatre peintures a tempera sur papier-carton intitulées Paysage Marin. Dans ces formes (en "pièce de puzzle") dont les lignes se superposent une certaine proximité se manifeste avec les peintures de son mari, comme si elle anticipait l'œuvre de celui-ci, en 1934. Son Nu, aujourd'hui perdu, très schématisé, une forme molle anthropomorphe et comme creusée, mouvante quoiqu'en plâtre (elle aussi en "pièce de puzzle" tridimensionnelle) . Ce Nu est reproduit dans le n°5 de la revue Abstraction-Création de 1936, revue du mouvement Abstraction-Création.
En novembre 1936 c'est la naissance de leur fille Nika. Elle est prématurée et nécessite continuellement des soins attentifs.
Pour certains il semblerait que cet instant correspond à l'arrêt de la période créative de Katarzyna Kobro. Mais quelques indices laissent à penser que ce moment devrait être plutôt placé en 1939. Pendant cette période elle continue à réaliser des petites constructions spatiales en carton, mais dessine peu. En décembre elle monte la dernière exposition de sa vie. Un critique observera : « Une plus large gamme de problèmes artistiques est également représentée par quatre compositions (a tempera) de Katarzyna Kobro, titrées Paysages marins . Dans les œuvres de l'artiste, nous avons des solutions convaincantes à des questions complexes entre les lignes et les plans de couleurs, et une relation logique entre ces deux éléments de composition. ». Elle publie encore en 1936, dans FORMA, n°4, un texte important : Fonctionnalisme, et en mai 1937 : Une sculpture constitue une partie de l'espace ... (non titré) dans Glos Plastykow, n°1-7, à Cracovie.

#### Années de guerre ...
Le jour de l'invasion allemande, en septembre 1939, le couple part immédiatement pour l'Est de la Pologne, quelques jours avant l'invasion de l'Est, mais cette fois ci par l'Union Soviétique. Leur cauchemar commence sous occupation allemande. En raison des risques encourus en Union Soviétique par ces artistes utopiques et avec un état-civil, pour l'un comme pour l'autre assez compliqué dans cette guerre, ils choisissent de franchir la frontière, pendant le court moment, avril-mai 1940, où celle-ci est ouverte, et passent du côté Nazi. À Lodz, leur maison est occupée. Ils déménagent d'un lieu à l'autre, d'abord chez un peintre, puis dans une petite maison, disposant d'une seule pièce et d'une cuisine. Ils y restent jusqu'à la fin de la guerre. Vera, la sœur de Katarzyna, qui s'est « réfugiée » en Pologne, à Poznań, en provenance d'Estonie avec leur père, leur rendra quelques visites. Tous les travaux artistiques qui étaient restés dans leur maison ont été jetés par les occupants. Avec l'aide dont elle dispose elle arrive à en récupérer une partie, souvent très dégradée. Peintures et sculptures sont ensuite entreposées dans une petite cave.
Dès les premiers jours de l'occupation de la Pologne, un « impitoyable combat ethnique », selon le mot de Hitler, doit être mené contre les Polonais. La police Nazie contraint les familles dont les racines ne sont pas polonaises de décliner leur nationalité. À la différence de sa sœur et de son père Katarzyna Kobro ne veut pas accepter ses racines allemandes. Elle dira s'être sentie toujours Russe. Elle doit donc signer, puisque d'origine russo-germanique sur son état civil, la "Liste Russe" qui protège ceux qui y figurent de toute confiscation de leurs biens. Il est difficile d'imaginer les circonstances de cette décision qui aura des effets à long terme sur le couple. Il ne faut pas oublier que "Liste Russe" fonctionne aussi comme une protection pour Strzemiński, tandis que s'opère une véritable guerre contre le peuple polonais autour d'eux.
En mars 41, un article publié dans un journal d'occupation décrète que leurs œuvres et celles de la Collection relèvent de « l'art dégénéré et juif » (entartete und Judische Kunst). Ils survivent pendant la guerre par la vente de petits objets qu'ils fabriquent (des sacs, des jouets), des cartes de vœux, des portraits d'après photo, des copies de peintures anciennes à la commande. Son père meurt en 1942. Quelques jours avant la Libération Katarzyna brûle ses sculptures en bois pour se chauffer et pour nourrir sa fille.

#### ... et d'après-guerre.
Été 45, la guerre est finie. Ils récupèrent leur maison d'avant-guerre. Mais lors du transfert, le nouveau locataire de la petite maison jette tout ce qui restait et ils perdent à nouveau une partie de leurs travaux. Le Musée ne possède plus, alors, que trois de ses compositions spatiales. Elle leur en donne encore deux. Le Musée en compte donc cinq sur le registre du 14 février 1945. Puis elle se blesse alors qu'elle fait du rangement dans l'atelier de son mari. Elle subira une opération de la jambe au printemps. La ville n'ayant pas été détruite une vie culturelle se réveille et Strzemiński y retrouve une place en tant que créateur. Il publie, enseigne et organise des évènements. Mais pas elle.
L'effet à retardement de la « liste Russe » opère au sein du couple. Sa renonciation à la nationalité polonaise en est la cause. Strzemiński évite une condamnation grâce à la décision du procureur de suspendre les poursuites pour renoncement à la nationalité polonaise. Mais cela ne doit probablement pas lui donner bonne conscience. Kobro, déclarée russe, empêtrée dans une « germanité » familiale, partage la culpabilité avec lui et est prête à accepter des coups, mais espérant compréhension plutôt que punition.
À la fin de juillet 1947, Strzemiński fait appel devant la Cour pour que l'on retire ses droits de garde à la mère de sa fille. Il quitte la famille peu de temps avant les vacances d'été et donne de l'argent pour l'entretien de sa fille. En octobre, le Tribunal pour enfants décide de laisser à la mère la garde de sa fille, tout en exigeant que celle-ci l'élève dans le respect de l'esprit polonais et dans le respect de son père. Katarzyna Kobro vit alors principalement de jouets cousus. Elle supervise encore la restauration de ses sculptures du Musée et, en 1948, réalise quatre Nus en modelant l'argile. Un artisan en tire des moules Le projet d'en faire tirer des épreuves est plus que probable.
Elle ne participe pas à l'ouverture de la première exposition de l'après-guerre, le 13 juin 1948, mais les nombreux visiteurs ont pu voir ses sculptures. Strzemiński en a placé cinq dans la Salle Néoplastique avec les peintures de la Collection Internationale. Les autres étant visibles dans une autre salle. Le musée expose aussi une Madone achetée à Katarzyna Kobro, peu avant l'ouverture.
À la fin de l'automne 1948, le procureur entame une enquête à partir de la "Liste Russe". En 1949, elle prend des cours de russe, ce qui lui permet d'assurer elle-même un cours de russe et de dessin dans une école à partir de septembre. En mai, le procureur porte un acte d'accusation contre Kobro. Le jugement, le 9 novembre, la condamne à six mois d'emprisonnement. Finalement, à la suite d'une procédure d'appel, elle est acquittée en février 1950. Au début de l'été, elle tombe malade, est soignée à Varsovie, puis, de retour chez elle, bénéficie de l'aide de sa fille et des voisins. Mais elle meurt le 21 février 1951.

### Aujourd'hui
Elle est enterrée à Łódź avec sa fille Nika Strzemińska (1936-2001) dans le carré orthodoxe du cimetière Doły. Nika Strzemińska, médecin, psychiatre, écrivain, a participé à la ré-évaluation de l'œuvre de ses parents par ses écrits.
La majorité de ses travaux se trouve au Musée Sztuki à Łódź (en). L'ensemble de ses œuvres était tellement d'avant-garde que le  Musée national de Varsovie n'en a pas voulu.[réf. souhaitée]

## Sculptures
Son œuvre est considérée comme relevant du Constructivisme, ayant été intégrée à l'exposition Constructivism in Poland 1923-1936 de 1973, dont le curateur était Ryszard Stanislawski, le directeur du Muzeum Sztuki à Łódź.
Elle a en effet révolutionné la pensée de la sculpture. Elle s'écarte de la perception de la sculpture comme un bloc, ce qui fonde la nouveauté de son apport. Sous l'influence du constructivisme, elle rejette en matière artistique l'individualisme, le subjectivisme et l'expressionnisme, leur substituant un objectivisme radical des formes. Son but étant de réaliser des œuvres abstraites, appuyées sur les lois universelles et objectives, découvertes par le biais de l'expérimentation et de l'analyse.
À l'origine de la conception sculpturale de Katarzyna Kobro se trouve le concept abstrait d'espace infini. L'espace ainsi conçu est homogène et ne possède aucun lieu particulier, aucun point de référence (comme pourrait l'être par ex. le centre dans un système de coordonnées). À partir de là, Kobro tend, par ses travaux, à construire justement cette organisation de l'espace, afin qu'il n'y ait pas dans sa répartition spatiale une rupture entre le bloc sculpté et son environnement, mais que l'œuvre coexistant avec l'espace (ou intégrée si l'on préfère) devienne plus aisée à appréhender.
De cette conception d'homogénéité de l'espace, découle, évidemment, la suppression de la notion de « centre » dans la composition, puisque chaque point de la sculpture est d'égale importance aux autres.
Dans ses Nus, en particulier ceux de 1925-27, souvent exposés par elle, et selon Zenobia Karnica : le corps est vu comme une « unité organique » dans l'espace, avec ses propres limites naturelles (ceci à la différence de la composition de l'espace (le concept abstrait de la sculpture moderne) sans ces frontières) et propre à faire partie intégrante de l'espace infini en s'ouvrant à lui, suivant en cela les lignes directrices de l'Unisme. Les Nus considérés de ce point de vue nous révèlent un aspect qui n'a fait l'objet d'aucune recherche dans l'étude de la théorie de l'Unisme.

## Collections
Les œuvres les plus connues de Kobro, préservées dans le temps ou reconstituées, nous sont parvenues comme des sculptures abstraites, suspendues ou posées sur leur socle, faites de verre, de bois et de métal peints. Elle a aussi réalisé, jusqu'à la fin de sa vie, des Nus au style formel se rapprochant du cubisme.
Les sculptures avant-gardistes de Kobro ont été présentées à l'inauguration du Museum Sztuki de Łódź en 1931. Elles sont actuellement dans la Sala Neoplastyczna (la salle des néo-plasticiens) du musée.
Le Centre Pompidou, à Paris, a acquis en 1985 une des Compositions Spatiales de 1928 ; titre attribué Sculpture d'espace.

## Exposition, Centre Pompidou, Paris 24 octobre 2018 - 14 janvier 2019
C'est l'occasion de rassembler, avec Katarzyna Kobro et Wladyslaw Strzeminski, les artistes polonais les plus proches et le mouvement élargi à ceux des artistes d'avant garde européens qui ont apporté leur soutien à la Sala Neoplastyczna.

## Hommages
Depuis 2012, un cratère de la planète Mercure est nommé Kobro en son honneur.

### Exposition 2017
- KOBRO AND STRZEMIŃSKI AVANT-GARDE PROTOTYPES (Lodz) et Kobro and Strzemiński: Avant-Garde Prototypes (Madrid) : Museo Nacional Centro de Arte Reina Sofía, Madrid, Espagne : 25 avril – 18 septembre 2017

### Exposition 2018-19
- 24 octobre 2018 → 14 janvier 2019 : « Une avant-garde polonaise » Centre Pompidou
- Katarzyna Kobro et Wladyslaw Strzeminski —  Une avant-garde polonaise sur slash-paris.com